# Tasley (Virginia)
Tasley es un lugar designado por el censo (en inglés, census-designated place, CDP) situado en el condado de Accomack, Virginia (Estados Unidos). Según el censo de 2020, tiene una población de 222 habitantes.

## Demografía

### Censo de 2020
| Raza                   | Núm. | Porc.  |
| ---------------------- | ---- | ------ |
| Afroamericanos         | 100  | 45.05% |
| Blancos                | 68   | 30.63% |
| Amerindios             | 1    | 0.45%  |
| Asiáticos              | 1    | 0.45%  |
| De otras razas         | 38   | 17.12% |
| De una mezcla de razas | 14   | 6.31%  |

Del total de la población, el 21.62% son hispanos o latinos de cualquier raza.

### Censo de 2010
Según el censo de 2010, en ese momento el 48.7% de la población eran afroamericanos; el 40.0% eran blancos, el 1.3% eran amerindios, el 0.7% eran asiáticos, el 4.3% eran de otras razas y el 5.0% eran de una mezcla de razas. Del total de la población, el 15.0% eran hispanos o latinos de cualquier raza.